# Thomas Munkelt
Thomas Munkelt (n. 3 august 1952, Borna, Republica Democrată Germană, Germania) este un atlet ce a reprezentat Republica Democrată Germană, medaliat olimpic. A participat la 2 ediții ale Jocurilor Olimpice (1976, 1980) în care a câștigat o medalie de aur în proba de 110 m garduri.

## Palmares
| An   | Competiție                   | Locație                      | Loc | Eveniment     | Note  |
| ---- | ---------------------------- | ---------------------------- | --- | ------------- | ----- |
| 1973 | Campionatul European în sală | Rotterdam, Țările de Jos     | 3   | 60 m garduri  | 7,81  |
| 1973 | Universiada                  | Moscova, Uniunea Sovietică   | 3   | 110 m garduri | 13,80 |
| 1973 | Universiada                  | Moscova, Uniunea Sovietică   | 7   | 4x100 m       | 40,61 |
| 1973 | Cupa Europei                 | Edinburgh, Marea Britanie    | 3   | 110 m garduri | 13,77 |
| 1974 | Campionatul European         | Roma, Italia                 | 4   | 110 m garduri | 13,72 |
| 1975 | Cupa Europei                 | Nisa, Franța                 | 2   | 110 m garduri | 13,78 |
| 1976 | Jocurile Olimpice            | Montréal, Canada             | 5   | 110 m garduri | 13,44 |
| 1977 | Campionatul European în sală | San Sebastián, Spania        | 1   | 60 m garduri  | 7,62  |
| 1977 | Cupa Europei                 | Helsinki, Finlanda           | 1   | 110 m garduri | 13,37 |
| 1977 | Cupa Mondială                | Düsseldorf, Germania de Vest | 1   | 110 m garduri | 13,41 |
| 1978 | Campionatul European în sală | Milano, Italia               | 1   | 60 m garduri  | 7,62  |
| 1978 | Campionatul European         | Praga, Cehoslovacia          | 1   | 110 m garduri | 13,54 |
| 1979 | Campionatul European în sală | Viena, Austria               | 1   | 60 m garduri  | 7,59  |
| 1979 | Cupa Europei                 | Torino, Italia               | 1   | 110 m garduri | 13,47 |
| 1979 | Cupa Mondială                | Montréal, Canada             | 2   | 110 m garduri | 13,42 |
| 1979 | Universiada                  | Ciudad de México, Mexic      | 2   | 110 m garduri | 13,50 |
| 1980 | Jocurile Olimpice            | Moscova, Uniunea Sovietică   | 1   | 110 m garduri | 13,39 |
| 1980 | Jocurile Olimpice            | Moscova, Uniunea Sovietică   | 5   | 4x100 m       | 38,73 |
| 1982 | Campionatul European         | Atena, Grecia                | 1   | 110 m garduri | 13,41 |
| 1982 | Campionatul European         | Atena, Grecia                | 2   | 4x100 m       | 38,71 |
| 1983 | Campionatul European în sală | Budapesta, Ungaria           | 1   | 60 m garduri  | 7,59  |
| 1983 | Campionatul Mondial          | Helsinki, Finlanda           | 5   | 110 m garduri | 13,66 |
| 1983 | Cupa Europei                 | Londra, Marea Britanie       | 1   | 110 m garduri | 13,72 |